# Suddivisioni della Cina

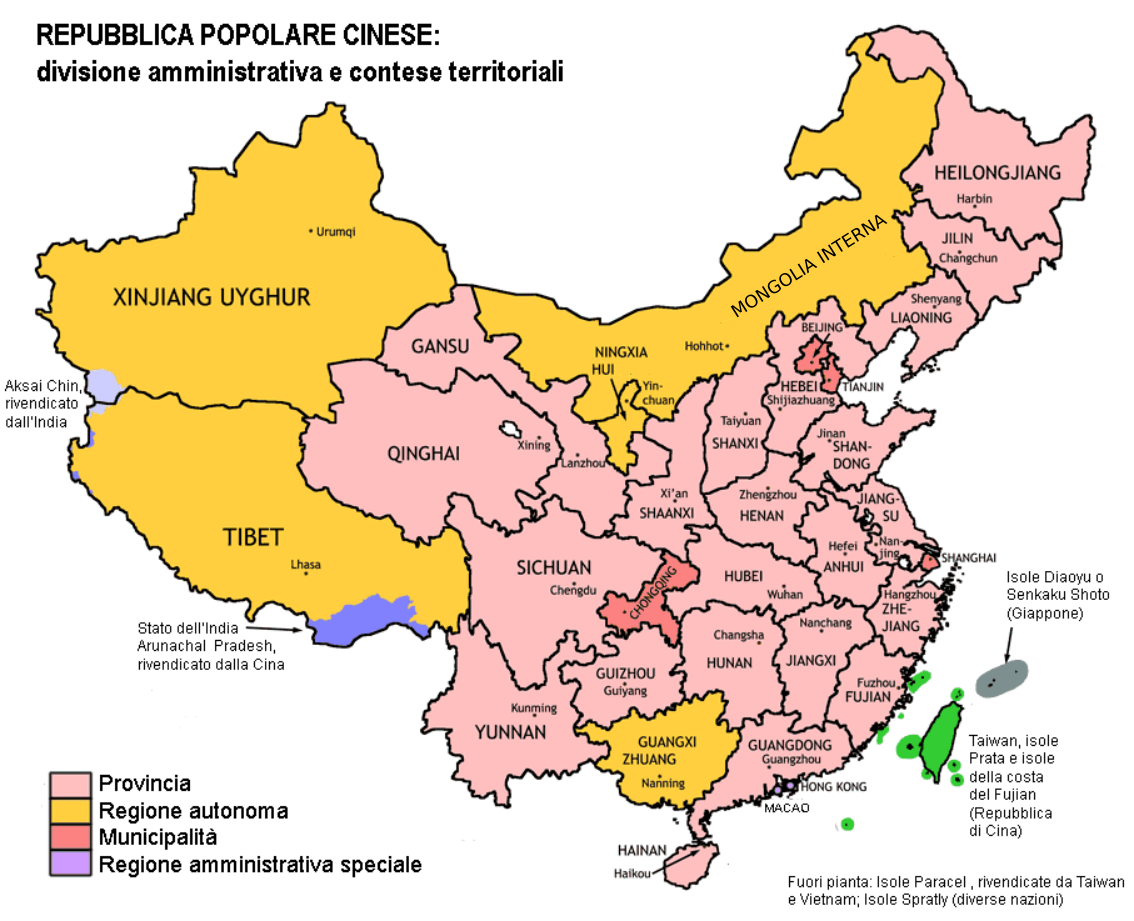
Divisione amministrativa cinese.

Le suddivisioni della Cina sono ripartite su cinque livelli:
- al primo livello le 22 province, cui sono ordinate 5 regioni autonome, 4 municipalità e 2 regioni amministrative speciali;
- al secondo livello le 333 prefetture, cui sono ordinate le città-prefettura, le città sub-provinciali, le leghe e le prefetture autonome;
- al terzo livello le 2.862 contee, cui sono ordinate contee autonome, città-contee, distretti, bandiere, bandiere autonome, 2 regioni speciali e un'area forestale;
- al quarto livello i comuni;
- al quinto livello i villaggi.

Un sesto livello è poi costituito dal pubblico ufficio distrettuale o distretto, subordinato alle contee, in via di abolizione.
La Costituzione prevede tre suddivisioni, ossia le province, le contee e i comuni; la Repubblica di Cina sull'isola di Taiwan utilizza un sistema leggermente diverso basato su province semplificate e nessun livello di tipo prefettizio (si veda la suddivisione amministrativa di Taiwan). Ogni livello di suddivisione amministrativa corrisponde a un livello nella carriera del servizio civile della Repubblica Popolare Cinese.
Le province da sempre rivestono un importante ruolo culturale in Cina: i cinesi tendono a identificarsi con la provincia nativa e solitamente a ogni territorio provinciale corrispondono determinati stereotipi riferiti alla popolazione. I confini della maggior parte delle province cinesi furono definiti al tempo della tarda dinastia Ming. Dopo la vittoria delle forze comuniste (1949) i maggiori cambiamenti territoriali provinciali hanno interessato le province del nord-est e la creazione delle regioni autonome sulla base della teoria sovietica della nazionalità.

## Suddivisioni di primo livello
La Cina amministra trentatré suddivisioni di livello provinciale di cui: ventidue province, cinque regioni autonome, quattro municipalità e due regioni amministrative speciali. Taiwan amministra invece due municipalità e due province (sebbene entrambi i governi provinciali siano stati semplificati).
Nella Cina continentale le province teoricamente sono sottomesse al governo centrale di Pechino, ma nella pratica gli amministratori provinciali, nella scelta della politica economica, dispongono di un buon grado di autonomia. Fino ai primi anni novanta il potere del governo centrale del secolo scorso non è mai stato esercitato attraverso un sistema parallelo di istituzioni. L'attuale potere delle province ha creato un sistema politico che diversi economisti definiscono come un federalismo avente peculiari caratteristiche cinesi.
I territori della maggior parte delle province, ad esclusione di quelle del nord-est, furono definiti durante le dinastie Yuan, Ming e Qing. A volte i confini provinciali non corrispondono ai confini culturali o geografici e questa differenza costituisce un fenomeno conosciuto come "intreccio dei denti di cane". Lo stesso fenomeno può essere spiegato con il motto "divide et impera" ed era parte della politica imperiale di controllo del separatismo e delle ribellioni dei signori della guerra. Tuttavia oggi le province rivestono un ruolo culturale di rilievo, dove le popolazioni si identificano soprattutto con la provincia di nascita e ad ogni provincia corrisponde un insieme di stereotipi riferito agli abitanti.
Le modifiche più recenti all'amministrazione di livello provinciale sono state: la creazione della provincia dell'Hainan e della municipalità di Chongqing; l'organizzazione dei territori di Hong Kong e Macao in regioni ad amministrazione speciale.
A Taiwan, Taipei e Kaohsiung sono state elevate al rango di municipalità centralizzata dopo il ritiro del governo guidato dal partito Kuomintang.

### Province
Le province (省, shěng) sono il tipo più comune di suddivisione di livello provinciale.
| Nome                   | Capoluogo             | Area (km²) | Popolazione (in milioni di abitanti) |
| ---------------------- | --------------------- | ---------- | ------------------------------------ |
| Hebei (河北S)          | Shijiazhuang 石家庄   | 190.000    | 66,14                                |
| Shanxi (山西S)         | Taiyuan 太原          | 156.000    | 32,04                                |
| Liaoning (辽宁S)       | Shenyang 沈阳         | 145.700    | 41,71                                |
| Jilin (吉林S, JilinP)  | Changchun 长春        | 187.000    | 26,58                                |
| Heilongjiang (黑龙江S) | Harbin 哈尔滨         | 469.000    | 37,92                                |
| Jiangsu (江苏S)        | Nanchino 南京         | 102.600    | 72,13                                |
| Zhejiang (浙江S)       | Hangzhou 杭州         | 101.800    | 54,42                                |
| Anhui (安徽S)          | Hefei 合肥            | 139.000    | 62,37                                |
| Fujian (福建S)         | Fuzhou 福州           | 120.000    | 33,16                                |
| Jiangxi (江西S)        | Nanchang 南昌         | 166.600    | 42,31                                |
| Shandong (山东S)       | Jinan 济南            | 153.000    | 88,83                                |
| Henan (河南S)          | Zhengzhou 郑州        | 167.000    | 93,87                                |
| Hubei (湖北S)          | Wuhan 武汉            | 187.400    | 59,38                                |
| Hunan (湖南S)          | Changsha 长沙         | 210.000    | 65,32                                |
| Guangdong (广东S)      | Canton/Guangzhou 广州 | 186.000    | 104,30                               |
| Hainan (海南S)         | Haikou 海口           | 34.000     | 8,18                                 |
| Sichuan (四川S)        | Chengdu 成都          | 488.000    | 85,50                                |
| Guizhou (贵州S)        | Guiyang 贵阳          | 170.000    | 37,10                                |
| Yunnan (云南S)         | Kunming 昆明          | 394.000    | 41,92                                |
| Shaanxi (陕西S)        | Xi'an 西安            | 205.000    | 36,18                                |
| Gansu (甘肃S)          | Lanzhou 兰州          | 450.000    | 25,43                                |
| Qinghai (青海S)        | Xining 西宁           | 720.000    | 5,10                                 |

#### Province contese
| Nome               | Capitale    | Area (km²) | Popolazione (in milioni di abitanti) |
| ------------------ | ----------- | ---------- | ------------------------------------ |
| Taiwan (臺灣/台湾) | Taipei 台北 | 36.000     | 23,21(2012)                          |

Sin dalla creazione della Repubblica Popolare Cinese (1949) Taiwan è stata considerata una provincia della repubblica popolare. La Repubblica di Cina controlla tuttora l'intera provincia reclamata dalla Repubblica Popolare Cinese, costituita dall'isola di Taiwan e dall'arcipelago delle isole Penghu (o isole Pescadores). Taiwan controlla anche altri due gruppi di piccole isole più vicine alla costa, le Kinmen (come contea di Kinmen) a ovest e le isole Matsu (come contea di Lienchiang) a nord-ovest; entrambi i gruppi sono amministrati dalla provincia del Fujian taiwanese. Il governo di Taiwan reclama infine ufficialmente tutta la Cina continentale, il Tibet, la Mongolia esterna, la Repubblica di Tuva (entità federale della Russia) e le Isole Senkaku.
Sebbene le rivendicazioni territoriali della Repubblica di Cina siano state fatte cadere nel 1991 dall'allora presidente Lee Teng-hui, che dichiarò cessato il periodo della ribellione comunista e abrogò le relative leggi che dal 1949 limitavano fortemente la democrazia sull'isola, l'Assemblea nazionale di Taiwan non ha ufficialmente approvato questo cambio di politica.
Le mappe della Cina pubblicate a Taiwan mostrano spesso i confini provinciali del territorio prima della vittoria comunista del 1949 e includono le aree territoriali reclamate dalla Repubblica di Cina.

### Regioni autonome
Le cinque regioni autonome (自治区) sono suddivisioni amministrative della Repubblica Popolare Cinese di livello provinciale. Il territorio delle regioni autonome racchiude minoranze etniche e la costituzione garantisce maggiori diritti. Le regioni autonome dispongono della figura del presidente (le province regolari hanno dei governatori) che deve appartenere ad un gruppo etnico definito dalla regione autonoma (tibetano, uiguro e così via).
Le regioni autonome sono state stabilite dal governo comunista sull'esempio della politica sovietica della nazionalità.
| Nome                                              | Capoluogo       | Area (km²) | Popolazione (in milioni di abitanti) |
| ------------------------------------------------- | --------------- | ---------- | ------------------------------------ |
| Guangxi (广西壮族S)                               | Nanning 南宁    | 236 300    | 47,13                                |
| Mongolia Interna (内蒙古S)                        | Hohhot 呼和浩特 | 1 183 000  | 23,62                                |
| Ningxia (宁夏回族S)                               | Yinchuan 银川   | 66 400     | 5,43                                 |
| Xinjiang (新疆维吾尔族S)                          | Ürümqi 乌鲁木齐 | 1 600 000  | 17,74                                |
| Regione Autonoma del Tibet (西藏S, Xizang/TibetP) | Lhasa 拉萨      | 1 220 000  | 2,56                                 |

### Municipalità
Le municipalità (直辖市) sono città di vaste dimensioni che godono di uno status amministrativo pari a quello delle province. Le municipalità sono città metropolitane divise in distretti, e non sono dotate di prefetture. Nella pratica l'area metropolitana è solo una parte minore dell'area totale della municipalità: il resto del territorio è occupato da campagna e altre città. Chongqing costituisce un esempio estremo di questa caratteristica delle municipalità cinesi: la popolazione rurale di Chongqing supera la popolazione urbana. Pechino, oltre che essere una città direttamente amministrata dal governo (municipalità), è anche la capitale (首都) della Repubblica Popolare Cinese (中华人民共和国).
Nella Repubblica Popolare Cinese esistono quattro municipalità.
| Nome                      | Area (km²) | Popolazione (in milioni di abitanti) |
| ------------------------- | ---------- | ------------------------------------ |
| Pechino (北京S, BeijingP) | 21 893     | 12,57                                |
| Chongqing (重庆S)         | 82 401     | 30,75                                |
| Shanghai (上海S)          | 6 340,5    | 14,74                                |
| Tientsin (天津S)          | 11 760     | 9,59                                 |

La Repubblica di Cina amministra due municipalità che sono piuttosto differenti dalle municipalità della Repubblica Popolare Cinese: amministrano un territorio che corrisponde solo a una frazione dell'area metropolitana della città.
| Nome              | Area (km²) | Popolazione (in milioni di abitanti) |
| ----------------- | ---------- | ------------------------------------ |
| Kaohsiung (高雄S) | 154        | 1,51                                 |
| Taipei (台北S)    | 272        | 2,62                                 |

La Repubblica Popolare Cinese non considera legittimo il governo della Repubblica di Cina e quindi non riconosce le modifiche amministrative dell'isola di Taiwan come la creazione delle due municipalità. La Repubblica Popolare Cinese considera Taipei la capitale della provincia di Taiwan (il capoluogo della provincia di Taiwan stabilito dalla Repubblica di Cina è Jhongsing).

### Regioni amministrative speciali
Le regioni amministrative speciali (特别行政区) (abbreviazione inglese: SAR Special Administrative Regions of China), Hong Kong e Macao, sono regioni amministrative locali della Repubblica Popolare Cinese che godono di una maggiore autonomia grazie al principio: "un solo Paese, due sistemi". Sono controllate direttamente dal governo centrale del popolo così come stabilito dall'articolo 12 delle leggi di base delle due regioni.
A differenza delle province, delle regioni autonome e delle municipalità, che vengono regolate dall'articolo 30 della Costituzione del 1982, le regioni amministrative speciali sono regolate dall'articolo 31 della Costituzione. Le due regioni amministrative speciali di Hong Kong e Macao sono state costituite nel 1997 e nel 1999 quando la sovranità delle due entità venne trasferita alla Repubblica Popolare Cinese dal Regno Unito e dal Portogallo.
Le regioni amministrative speciali gestiscono in modo autonomo: le corti d'appello, il sistema legale, le politiche per il rilascio del passaporto, la moneta, il controllo doganale, le politiche di immigrazione e l'estradizione. Le regioni amministrative speciali non controllano: le relazioni diplomatiche e la difesa nazionale.
Le regioni amministrative speciali partecipano a diverse organizzazioni internazionali e manifestazioni sportive con rappresentanti autonomi separati dalle delegazioni della Repubblica Popolare Cinese e non fanno uso della struttura amministrativa della Repubblica Popolare Cinese. Hong Kong è divisa in diciotto distretti dotati di un consiglio consultivo distrettuale, mentre Macao è divisa in due concelhos (municipio) e sette frequesias (comune) senza doveri formali.
| Nome              | Area (km²) | Popolazione (in milioni di abitanti) |
| ----------------- | ---------- | ------------------------------------ |
| Hong Kong (香港S) | 1104,0     | 7,2348                               |
| Macao (澳门S)     | 29,2       | 0,5436                               |

## Suddivisioni di secondo livello
Il livello di suddivisione amministrativa delle prefetture esiste solo nella Repubblica Popolare Cinese e non a Taiwan. Al 31 dicembre 2005 vi erano 333 divisioni con status di prefettura di cui: 283 città, diciassette prefetture, trenta prefetture autonome e tre leghe.
Nella maggior parte dei casi le divisioni prefettizie sono città con status di prefettura. In realtà non sono vere e proprie città, ma territori che includono aree urbane e aree rurali. La maggior parte delle province è suddivisa in città con status di prefettura.
Le prefetture propriamente dette sono suddivisioni di livello prefettizio ed erano il livello di suddivisione amministrativa più diffuso in Cina prima della creazione delle città con status di prefettura durante gli anni novanta del secolo scorso. Oggi le prefetture sono suddivisioni principalmente limitate al territorio delle regioni autonome del Tibet e dello Xinjiang.
La lega è una suddivisione amministrativa di livello prefettizio tipica della regione autonoma della Mongolia interna. Oggi molte leghe sono state sostituite dalle città di livello prefettizio.
Le prefetture autonome sono prefetture create per specifiche minoranze etniche. Si trovano soprattutto nella parte occidentale della Repubblica Popolare Cinese.

## Suddivisioni di terzo livello
Il livello amministrativo delle contee è il terzo negli enti locali del Paese dopo quelli delle province e delle prefetture. Al 31 dicembre 2005 esistevano nel Paese 2.862 suddivisioni di livello equivalente alla contea, tra cui: 1.464 contee, 117 contee autonome, 374 città-contee, 852 distretti, quarantanove bandiere, tre bandiere autonome, due regioni speciali e un'area forestale. La Repubblica di Cina governa ventitré suddivisioni di tipo contea di cui: diciotto contee e cinque municipalità provinciali.

### Contee
Le contee (县; xiàn) sono la suddivisione più comune di questo livello amministrativo. Esistono sin dal periodo dei regni combattenti (476 a.C.-221 a.C.) e furono istituzionalizzate al tempo della dinastia Qin (221 a.C.-207 a.C.). Con riferimento alla Cina imperiale il termine xiàn viene di solito tradotto come "distretto" o "prefettura".

### Contee autonome
Le contee autonome (自治县; zìzhìxiàn) sono amministrazioni di territori la cui popolazione è costituita principalmente da minoranze etniche o che sono stati storicamente dominati nel passato da tali etnie. Il secondo caso è il più reale a fronte dei massicci esodi della popolazione han voluti dai vari governi cinesi nei territori conquistati, che hanno messo in minoranza i popoli locali.
Secondo lo stesso principio sono state istituite le regioni autonome a livello provinciale e le prefetture autonome a livello prefettizio.

### Città-contea
Le "città-contea" (县级市; xiànjíshì), come le città-prefettura, non sono città nel senso tradizionale, ma municipalità il cui territorio è stato esteso ad inglobare quello della contea. Tale territorio è quindi composto da un centro abitato principale, altri minori e vaste aree rurali, paragonabile a quello di una provincia italiana.
Il cambiamento è stato apportato a partire dagli anni ottanta e anche negli ultimi anni vi sono state contee assorbite dalla municipalità in precedenza capoluogo della stessa contea. Nella Repubblica di Cina le città-contea sono denominate città provinciali.

#### Città-viceprefettura
Le "città-viceprefettura" o "città-sottoprefettura" (副地级市; fùdìjíshì) sono un tipo di ente che ufficialmente fa parte delle "città-contea", ma hanno di fatto poteri amministrativi superiori, intermedi tra la città-prefettura e la città-contea.
Alcune, come le città-contea, fanno parte della giurisdizione di una prefettura; altre sono amministrate direttamente dal governo provinciale.

### Distretti
Anche i distretti (市辖区; shìxiáqū) sono suddivisioni amministrative che hanno ottenuto lo status di contea. Nel passato amministravano esclusivamente aree urbane. Oggi molti dei vecchi distretti hanno inglobato i territori rurali limitrofi e attualmente amministrano città, villaggi e campagne.

### Bandiere
Le bandiere (旗S, qíP) sono le contee della Mongolia interna e godono dello stesso status amministrativo delle altre contee.

### Bandiere autonome
Le bandiere autonome (旗S, qíP) sono le contee autonome della Mongolia interna e, al pari di quelle delle altre province, buona parte della popolazione è formata da individui appartenenti alle minoranze etniche cinesi.

### Altre unità amministrative constatusequivalente a quello delle contee
Esistono inoltre alcuni tipi di suddivisioni speciali equiparati alla contea. Shennongjia è un'area forestale (林区; línqū) con status di contea della provincia dell'Hubei; Liuzhi e Wanshan sono distretti speciali (特区; tèqū) della provincia del Guizhou.

## Comuni
Al 31 dicembre 2005 esistevano 43.275 suddivisioni di livello comunale di cui: 19.322 città, 13.749 comuni, 1.098 comuni etnici, 181 sumu, un sumu etnico, 6.686 sotto-distretti e tre uffici pubblici distrettuali nella Repubblica Popolare Cinese. La Repubblica di Cina, allo stesso livello di suddivisione amministrativa, governa trentadue città-contee, 226 comuni rurali e sessantuno comuni urbani.
Nella Repubblica Popolare Cinese le aree urbane sono divise in sotto-distretti (街道办事处; jiēdàobànshìchù), al contrario delle aree rurali divise in città (镇; zhèn), comuni (乡; xiāng) e comuni etnici (民族乡; mínzúxiāng). Il sumu (苏木; sūmù) e il sumu etnico (民族苏木; mínzúsūmù) sono suddivisioni tipiche della regione autonoma della Mongolia Interna e corrispondono rispettivamente al comune e al comune etnico.
La Repubblica di Cina è suddivisa in città-contee, città di livello comunale non presenti nella Repubblica Popolare Cinese, e comuni urbani e rurali simili ai comuni della Cina continentale.
Il pubblico ufficio distrettuale (区公所; qūgōngsuǒ) è un livello di suddivisione amministrativa tipico della Cina continentale che un tempo rappresentava un livello di governo ulteriore tra livello delle contee e livello dei comuni. Il pubblico ufficio distrettuale è una suddivisione obsoleta e le autorità governative sono intenzionate a cancellarla dalle suddivisioni amministrative della Repubblica Popolare Cinese.

## Villaggi
Il livello dei villaggi (庄，村) riveste il ruolo di suddivisione organizzativa (censimento, sistema postale e così via) e non è dotato di molta importanza in termini di potere politico rappresentativo. Le divisioni locali di base, come comunità e quartieri, hanno confini definiti e capi designati per ciascuna area.
Generalmente le aree urbane sono organizzate in comitati di quartiere; le aree non urbane, al contrario, sono organizzate in comitati di villaggio o gruppi di abitanti. Il termine "villaggio" indica quindi: un villaggio naturale o un villaggio amministrativo (una mera entità burocratica). Una città può essere suddivisa in quartieri e comunità che sostituiscono comitati di quartiere e sotto-distretti.

## Casi speciali
Sebbene ogni singola suddivisione amministrativa sia associata a un preciso e definito livello di suddivisione, in certi casi la singola entità può essere dotata di maggiore autonomia. Ad esempio, alcune delle più estese città di livello prefettizio godono di maggiore autonomia e vengono quindi denominate città sub-provinciali. Queste particolari entità detengono un potere maggiore delle normali prefetture all'interno delle province.
Anche al livello delle contee esistono simili casi speciali. Alcune città con status di contea detengono una maggiore autonomia di una normale contea e quindi sono denominate città di livello sub-prefettizio. Spesso le città di livello sub-prefettizio sono amministrate direttamente dalla provincia di appartenenza.
Un caso estremo è rappresentato dal distretto di Pudong della municipalità di Shanghai. Sebbene il livello di appartenenza dovrebbe essere quello delle contee, il distretto di Pudong è dotato di poteri sub-provinciali.

## Sintesi dei livelli di suddivisione amministrativa
La tabella sintetizza i livelli di amministrazione della Repubblica Popolare Cinese.
| Livello | Nome                             | Tipologia |
| ------- | -------------------------------- | --- |
| 1       | Livello delle province           | - Provincia (省 shěng) (22) - Regione autonoma (自治区 zìzhìqū) (5) - Municipalità (直辖市 zhíxiáshì) (4) - Regione amministrativa speciale (特别行政区 tèbié xíngzhèngqū) (2) |
| 2       | Livello delle prefetture         | - Prefettura (地区 dìqū) (17) - Prefettura autonoma (自治州 zìzhìzhōu) (30) - Città con status di prefettura (地级市 dìjíshì) (283) - Lega (盟 méng) (3) |
| 3       | Livello delle contee             | - Contea (县 xiàn) (1.464) - Contea autonoma (自治县 zìzhìxiàn) (117) - Città con status di contea (县级市 xiànjíshì) (367) - Distretto (市辖区 shìxiáqū) (855) - Bandiera (旗 qí) (49) - Bandiera autonoma (自治旗 zìzhìqí) (3) - Area forestale (林区 línqū) (1) - Distretto speciale (特区 tèqū) (2) |
| 4       | Livello dei comuni               | - Comuni (乡 xiāng) (13.749) - Comuni etnici (民族乡 mínzúxiāng) (1.098) - Città (镇 zhèn) (19.322) - Sotto-distretti (街道办事处 jiēdàobànshìchù) (6.686) - Ufficio pubblico distrettuale (区公所 qūgōngsuǒ) (3) - Sumu (苏木 sūmù) (181) - Sumu etnico (民族苏木 mínzúsūmù) (1)                       |
| 5       | Livello dei villaggi (informale) | - Comitato di quartiere (居民委员会 jūmínwěiyuánhuì) (80.717) - Quartiere (社区; shèqū) - Comitato di villaggio (村民委员会 cūnmínwěiyuánhuì) o gruppi del villaggio (村民小组 cūnmínxiǎozǔ) (623.669) - Villaggio amministrativo (行政村 xíngzhèngcūn) - Villaggio naturale (自然村 zìráncūn)          |

Nota: i dati sono aggiornati al 31 dicembre 2005.

## Storia
Prima del dominio della dinastia Qin (秦朝) la Cina era controllata da una rete di monarchi, nobili e tribù. La rivalità tra questi gruppi culminò nel periodo dei regni combattenti (战国) durante il quale il regno di Qin prevalse divenendo la potenza dominante cinese.
La dinastia Qin stabilì il primo sistema cinese di suddivisione amministrativa per evitare che il Paese ricadesse nuovamente nel caos del periodo dei regni combattenti. Il sistema era basato su due livelli: i comandi jùn e le contee xiàn (il termine xiàn negli studi di sinologia è generalmente tradotto come "distretto" o "prefettura". Nell'articolo si usa il termine contemporaneo "contea"). La successiva dinastia Han (汉朝) aggiunse al sistema amministrativo il livello delle province.
La dinastia Sui (隋朝) e la dinastia Tang (唐朝) abolirono i comandi jùn e aggiunsero i "circuiti" al vertice del sistema. La dinastia mongola Yuan (元朝) introdusse il livello delle moderne province portando i livelli del sistema amministrativo a quattro. Il sistema rimase invariato sino alla dinastia Qing (清朝), l'ultima dinastia imperiale a governare la Cina.
La Repubblica di Cina ridusse i livelli amministrativi alle sole province e contee e cercò di estendere l'amministrazione politica oltre il livello delle contee creando i comuni.
Questo sistema venne ufficialmente adottato anche dalla Repubblica Popolare Cinese a partire dal 1949. Il governo di Pechino sperimentò fino al 1954 l'amministrazione di più province tramite appositi raggruppamenti amministrativi che oggi prevede ufficialmente tre livelli: province, contee e comuni. In realtà esistono anche i livelli delle prefetture e dei villaggi. Le ultime modifiche di rilievo al sistema di suddivisione amministrativa sono la creazione della municipalità di Chongqing e delle regioni amministrative speciali di Hong Kong e Macao.

## Riforme
Molti ritengono che nei prossimi anni potrebbero esserci riforme significative della suddivisione amministrativa della Repubblica Popolare Cinese. Si ipotizza che potrebbe essere eliminato il livello delle prefetture. Una prova di questa ipotesi è il sempre più frequente trasferimento di poteri dalle prefetture alle contee.

## Dettaglio delle suddivisioni amministrative
- Suddivisione amministrativa dell'Anhui
- Suddivisione amministrativa del Fujian
- Suddivisione amministrativa del Gansu
- Suddivisione amministrativa del Guangxi
- Suddivisione amministrativa del Guangdong
- Suddivisione amministrativa dell'Hainan
- Suddivisione amministrativa dello Hebei
- Suddivisione amministrativa dello Heilongjiang
- Suddivisione amministrativa dell'Henan
- Suddivisione amministrativa dello Hubei
- Suddivisione amministrativa dello Hunan
- Suddivisione amministrativa del Jiangsu
- Suddivisione amministrativa del Jiangxi
- Suddivisione amministrativa del Jilin
- Suddivisione amministrativa del Liaoning
- Suddivisione amministrativa del Qinghai
- Suddivisione amministrativa dello Shaanxi
- Suddivisione amministrativa dello Shandong
- Suddivisione amministrativa dello Shanxi
- Suddivisione amministrativa del Sichuan
- Suddivisione amministrativa dello Yunnan
- Suddivisione amministrativa dello Zhejiang